# Ferrocianur
Ferrocianur és el nom de l'anió [Fe(CN)
6]4−
. En solució aquosa aquest complex de coordinació resulta relativament poc reactiu. Generalment es troba disponible en forma de sal ferrocianur de potassi, la qual té la fórmula K
4[Fe(CN)
6].
El ferrocianur va ser identificat primer per l'anàlisi del pigment dit Blau de Prússia. Ferrocianur en llatí significa substància blava amb ferro. El cianur s'hauria format durant la manufactura del compost.
Tanmateix, l'anió ferrocianur, quan no està acomplexat amb cations de ferro, té un color lleugerament groc.

## Química de coordinació
El [Fe(CN)
6]4−
 és una espècie diamagnètica.
La reacció més important d'aquest anió és la seva oxidació a ferricianur:
[Fe(CN)
6]4−
 → [Fe(CN)
6]3−
 + e−

## Utilització en recerca bioquímica
La membrana plasmàtica de les cèl·lules és impermeable al ferrocianur i al seu producte oxidat, el ferricianur. Per això, el ferrocianur ha tingut gran utilització com sonda extracel·lular receptora de electrons en l'estudio de less reaccions redox que ocorren en les cèl·lules.